# Sulari Gentill
Sulari Gentill, née au Sri Lanka, est une femme de lettres australienne, auteure de roman policier.

## Biographie
Sulari Gentill fait des études d'astrophysique, puis de droit avant d'abandonner sa carrière juridique pour écrire des romans.
En 2010, elle publie son premier roman, A Few Right Thinking Men, premier volume d'une série consacrée à Rowland Sinclair, gentleman-artiste-détective amateur qui enquête sur le crime organisé dans les années 1930.
Sous le nom de S.D. Gentill, elle écrit également une série d'aventure fantastique appelée The Hero Trilogy.
En 2017, elle fait paraître, Crossing the Lines, avec lequel elle est lauréate du prix Ned Kelly 2018 du meilleur roman.

## Œuvre

### Romans

#### SérieRowland Sinclair
- A Few Right Thinking Men (2010)
- A Decline in Prophets (2011)
- Miles Off Course (2012)
- Paving the New Road (2012)
- Gentlemen Formerly Dressed (2013)
- A Murder Unmentioned (2014)
- Give the Devil His Due (2015)
- A Dangerous Language (2017)
- All the Tears in China (2019)
- A Testament of Character (2020)
- Shanghai Secrets (2021)
- Where There’s a Will (2022)

#### The Hero Trilogy
- Chasing Odysseus (2011)
- Trying War (2012)
- The Blood of Wolves (2012)

#### Autres romans
- Tag, You're Dead (2016) (coécrit avec J C Lane)
- Crossing the Lines (2017)
- The Woman in the Library (2022)
- The Mystery Writer (2024)

## Prix et distinctions

### Prix
- Prix Ned Kelly 2018 du meilleur roman pour Crossing the Lines[1]
- Prix Mary-Higgins-Clark 2025 pour The Mystery Writer[2]

### Nominations
- Prix Ned Kelly 2015 du meilleur roman pour A Murder Unmentioned[1]
- Prix Agatha 2016 du meilleur roman pour jeunes adultes pour Tag, You're Dead[3]
- Prix Ned Kelly 2021 du meilleur roman pour A Testament of Character[1]
- Prix Mary-Higgins-Clark 2023 pour The Woman in the Library[2]